# Артёмово (Ржевский район)
Артёмово — деревня Ржевского района Тверской области России. Входит в состав сельского поселения Медведево.

## География
Деревня находится в южной части Тверской области, в зоне хвойно-широколиственных лесов, в пределах южной части Валдайской возвышенности,  на берегу реки Осуга в 12 км на юг от центра поселения деревни Медведево и в 25 км на юг от райцентра Ржева.

### Климат
Климат характеризуется как умеренно континентальный, с относительно мягкой снежной зимой и умеренно прохладным влажным летом. Среднегодовая температура воздуха — 3,4 °C. Средняя температура воздуха самого холодного месяца (января) — −8,8 °C (абсолютный минимум — −32 °C), средняя температура самого тёплого (июля) — 17 °С (абсолютный максимум — 36 °С). Вегетационный период длится около 130 дней. Годовое количество атмосферных осадков составляет в среднем 612 мм, из которых большая часть выпадает в тёплый период. Снежный покров держится в течение 144 дней.

## История
В конце XIX — начале XX века являлась центром Артемовской волости Зубцовского уезда Тверской губернии. 
С 1929 года деревня входила в состав Курьяновского сельсовета Ржевского района Ржевского округа Западной области, с 1935 года — в составе Калининской области, в 1994 года — в составе Курьяновского сельского округа, с 2005 года — в составе сельского поселения Медведево. 

## Население
| 1859 | 2002 | 2010 |
| ---- | ---- | ---- |
| 134  | ↘78  | ↗84  |